# Dreptul bunicilor la legături personale
Dreptul bunicilor la legături personale cu minorii este un drept legal, pe care, un bunic, în unele țări, pot să îl aibă. Se pune problema unor legături personale între minor și bunici, în general, în cazul în care unul dintre părinți a decedat sau în cazul în care părinții au divorțat. Dreptul bunicilor de a menține legături personale cu nepoții lor se mai numește drept de acces.

## Situația în Europa
Dacă în trecut instanțele europene și cele românești recunoșteau atât părintelui necustodian, cât și rudelor acestuia, cel mult un drept de vizitare, mai recent, convențiile europene  la care România este parte au decis să înlocuiască termenul de vizitare cu cel de relații personale.

### Situația în România
Până la intrarea în vigoare a Legii 272/2004, cererile bunicilor în instanță, pentru stabilirea unor programe de vizitare erau respinse, în lipsa unui suport legal, în ciuda îndreptățirii morale pe care instanțele o recunoșteau. Începând cu intrarea în vigoare a acestei legi, au început să se acorde astfel de programe de vizitare între bunici și nepoții lor.. Dacă, inițial, programele se reduceau la 1-2 săptămâni pe an, în anul 2011 s-a ajuns, inclusiv, la un program care include un weekend din două pe care minorul să îl petreacă cu părinții mamei sale decedate 

#### Cazuri celebre în România
Cel mai celebru este cazul familiei Manole, părinții Mădălinei Manole, care au câștigat dreptul de a găzdui pe copil două weekenduri pe lună 

## Situația în SUA
În Statele Unite, toate cele 50 de state au o legislație care permite bunicilor "dreptul de vizită", ceea ce înseamnă că bunicii pot să ceară instanței competente să le acorde dreptul legal de a menține contactul permanent cu nepoții lor. Legislația diferă, însă, foarte mult și unele state nu garantează că bunicii vor și primi astfel de sentințe judecătorești care să le permită vizitarea. Unii părinți se opun pe motivul că astfel de sentințe de vizitare, date de către instanță, încalcă dreptul fundamental al părintelui de a crește copilul în modul pe care îl consideră potrivit, inclusiv dreptul de a decide cine va asocia cu copilul.

## Suportul legal
| “ | 1. Sub rezerva interesului superior al copilului, pot fi instituite relații personale între copil și alte persoane decât părinții săi, care au cu acesta legături de familie. 2. Statele părți sunt libere să extindă această dispoziție și la alte persoane decât cele menționate la alin. 1, iar acolo unde s-a făcut acest lucru statele părți pot decide în mod liber ce tip de relație personală se aplică, așa cum este definită la art. 2 lit. a). | ” |
| — Articolul 5 din Convenția de la Strasbourg din 2006 asupra asupra relațiilor personale care privesc copiii | |   |

| “                                                                    | (1) Copilul are dreptul de a menține relații personale și contacte directe cu părinții, rudele, precum și cu alte persoane față de care copilul a dezvoltat legături de atașament. (2) Copilul are dreptul de a-și cunoaște rudele și de a întreține relații personale cu acestea, precum și cu alte persoane alături de care copilul s-a bucurat de viața de familie, în măsura în care acest lucru nu contravine interesului său superior. (3) Părinții sau un alt reprezentant legal al copilului nu pot împiedica relațiile personale ale acestuia cu bunicii, frații și surorile ori cu alte persoane alături de care copilul s-a bucurat de viața de familie, decât în cazurile în care instanța decide în acest sens, apreciind că există motive temeinice de natură a primejdui dezvoltarea fizică, psihică, intelectuală sau morală a copilului. | ” |
| — Art. 14 din Legea 272/2004 privind protecția drepturilor copilului | |   |

## Drepturile părinților și ale copiilor ca membrii unei familii
| - Dreptul de supraveghere - Dreptul de găzduire a minorului - Dreptul de vizită - Dreptul de acces la minor - Dreptul de corespondență între minor și persoanele semnificative din viața sa | - Autoritatea părintească - Dreptul de acces la informațiile privitoare la minor - Dreptul de decizie cu privire la bunăstarea copilului - Dreptul bunicilor la legături personale - Dreptul copilului de a fi informat despre persoanele semnificative din viața sa |  |